# Zorea, Semenivka
Zorea (în ucraineană Зоря) este un sat în comuna Arhîpivka din raionul Semenivka, regiunea Cernihiv, Ucraina.

## Demografie
Componența lingvistică a localității Zorea
     Ucraineană (100%)
Conform recensământului din 2001, toată populația localității Zorea era vorbitoare de ucraineană (100%).